# فرودگاه لشوکونسکویه
فرودگاه لشوکونسکویه (به روسی: Лешуконское) فرودگاهی عمومی واقع در Leshukonskoye در کشور روسیه است.

## شرکت‌های هواپیمایی و مقصدهای پروازی
| شرکت‌های هواپیمایی | مقصدهای پروازی |
| ----------------- | -------------- |
| Nordavia          | تالاگی         |